# 古墓屍妖
古墓屍妖（英語：Barrow-wight）是一種出現在J.R.R.托爾金的奇幻小說世界中土大陸裏類似幽靈的虛構生物。在《魔戒》的故事中，主角佛羅多、山姆、梅里和皮聘四人橫越雄鹿地老林時遭到古墓屍妖阻撓和攻擊，幸好湯姆·龐巴迪及時出現救起四人，並從古墓屍妖的巢穴中獲得往後遠征時傍身的努曼諾爾古劍。而克里斯托夫·托爾金所著的《中土大陸的民族》則提到古墓屍妖是在第三紀元初被安格馬巫王派去毀滅卡多蘭王國的物種。 
托爾金是從北歐神話英雄與不死生物戰鬥的傳說取得古墓屍妖的創作靈感。古墓屍妖雖然未在彼得·傑克森執導的《魔戒》電影三部曲出現，但在1978年的《魔戒》動畫電影和其他改編電子遊戲中均有登場。 

## 起源

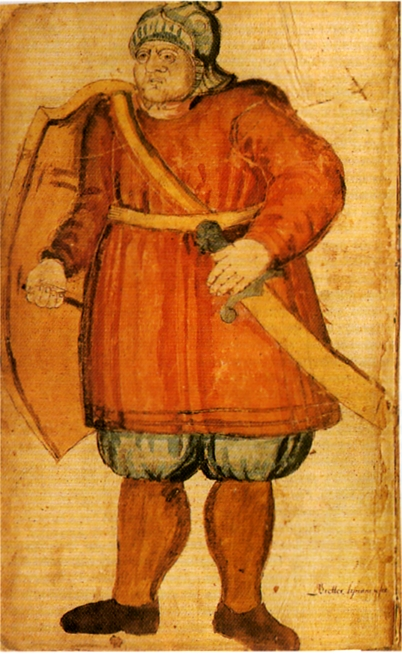
在《格雷蒂爾傳》中，英雄格雷蒂爾（Grettir）（圖）曾與一隻守護著古墓的不死生物卡爾（Kárr）搏鬥。畫作出自十七世紀的《格雷蒂爾傳》冰島抄本

「古墓」（Barrow）是指新石器時代的墳塚，而「屍妖」則是源自古英語的「wiht」一詞，意思是人或其他有情感的生物。 
北歐神話中有很多與屍妖相關的傳說，例如有被稱為「德拉古爾」（Draugr）的屍鬼（vǣttr），一種有肉身的不死墓靈。在挪威，居住在艾丹格等地的人認為死去的人會變成亡靈居住在墓㙇中。時至今日，他們仍會到墓地獻祭給亡靈。 
托爾金在《魔戒的命名方法》（Nomenclature of The Lord of the Rings）一文中指出「古墓屍妖」是一個由他原創的新詞，而非像「半獸人」（Orcs）等其他中土大陸物種的名字，由古英語詞彙演化而成。 
我冒昧給它起名為「古墓屍妖」。一種「不死生物」。它們是棲息在墓地和墳㙇的可怕生物。它們不是活人：他們（屍骨的主人）已經離開了人世，但它們（屍妖）是「不死」的。它們能憑藉超乎常人的力量和惡意撕裂或勒死其他人。在《格雷蒂爾傳》中的格拉姆爾（Glámr）便是一個眾所周知的例子。
但實際上，「古墓屍妖」一詞早於1891年已曾被安德魯·朗格引用，在《小論文》（Essays in Little）一文中，他寫道：「古墓屍妖在儲藏寶物的墳墓裏居住，它們這些亡魂守護著（墓中的）那些金器。」埃里庫爾·麥路臣和威廉·莫里斯也在1869年翻譯《格雷蒂爾傳》時使用了「古墓屍妖」一詞，該傳說有一段描述英雄格雷蒂爾與一隻名為卡爾的古墓屍妖搏鬥的情節 。 
全部擋路的東西都被踢開，古墓屍妖也懷著可怕的慾望準備搏鬥；格雷蒂爾一直躲避著它，但在避了一段時間後他發現保留力量是行不通的；現在他們誰也不打算放過對方，於是他們到了一處鋪滿馬骨的地方，他們在那裏搏鬥了很長時間。現在他們的其中一個，和另一個，都跪到地上；但這場衝突的結局是，那隻居墓者在大叫聲中從後臥翻倒地不起。
《格雷蒂爾傳》亦將擊敗古墓屍妖和獲得失傳的古代寶物兩件事連繫起來。當格雷蒂爾打敗了古墓屍妖後，在古墓中找到了大量寶物，其中包括索芬家族已經失落的家傳短劍。 
格雷蒂爾... 把從古墓裡拿的所有寶物都扔到桌子上；但有一件事，他不得不留意；這是一把短劍，一把非常好的武器，好得，他說，他從來未見過的更好的武器；而因此他放棄了其他武器。索芬看到那把劍後很高興，因為那是他的家傳之寶，而且一直在他家族手中。

「這些寶物是從哪裡來的？」索芬說。
《格雷蒂爾傳》將在古墓裏的不死生物稱為格拉姆爾（Glámr）和卡爾，又被稱為豪布爾（Haugbúar），意思是「居墓者」，與德拉古爾（Draugr）一詞意思相近。而不論是《格雷蒂爾傳》的古諾斯語原著或是麥路臣和莫里斯的翻譯版本都大大啟發了托爾金創作古墓屍妖。 
古墓屍妖在斯堪的納維亞文學中亦有被引用，例如在瑞典詩人卡爾·邁克爾·貝爾曼於1791年編寫的樂曲〈上前來，你的夜神〉第二節，提到了如同邪靈般的古墓屍妖（Griftevårdar） ： 
你的棉被遮蓋了一切…… 看看花羅娜的花園吧！

這裏最美麗的高地都趕著逃跑，那裏有黑暗的古墓屍妖站在黑山上；

在貓頭鷹的哭聲下，鼴鼠、蛇和貂都離開了牠們的睡房。

## 《魔戒》中的描述

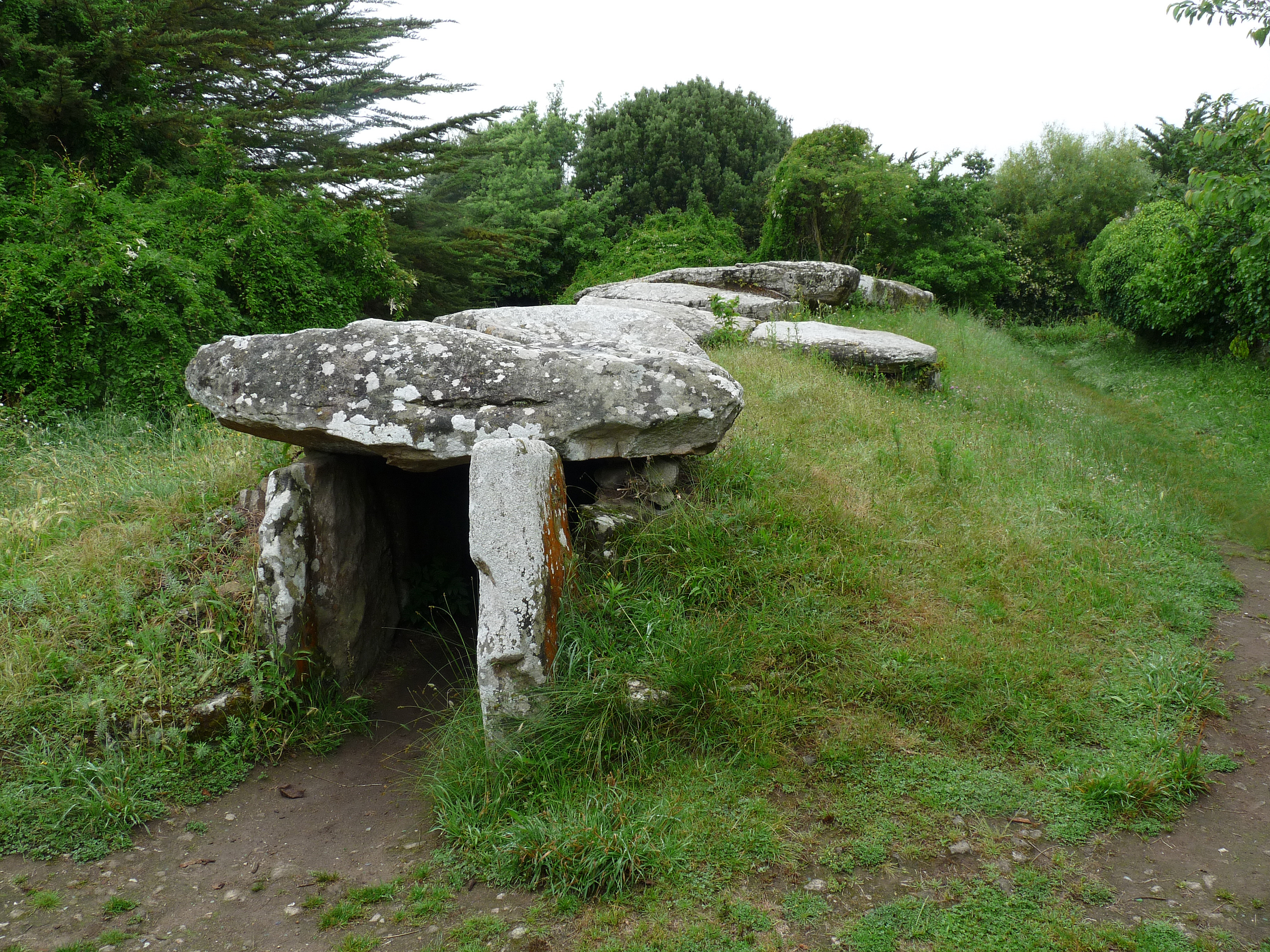
「兩根微微彎曲的高大石柱構成了一個沒有門廊的黑暗大門」：圖中是位於法國布列塔尼大區洛克马里亚凯尔的長墓㙇，是一種公元前西歐地區常見的石棚墓，墓穴內有通道連接存放屍骨和陪葬品的內室

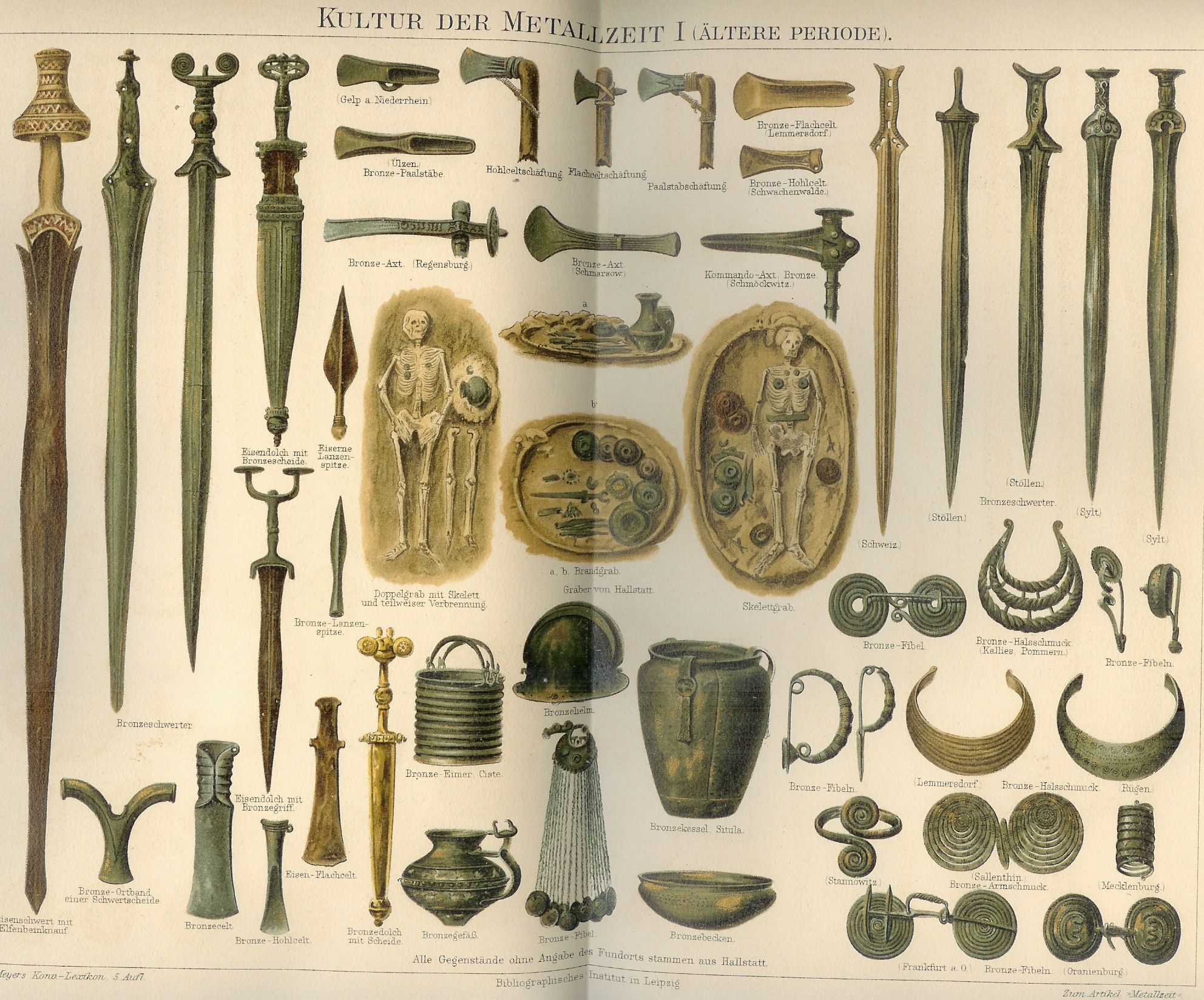
歐洲青銅時期哈尔施塔特文化用作陪葬的物品，包括葉形短劍

第三紀元1409年，安格馬巫王先後打敗並毁滅亞爾諾王國三大遺族之二的卡多蘭王國和魯道爾王國，少數保有登丹皇室血脈的卡多蘭人逃到雄鹿地老林的古墓崗，並在當地重新建立文明。1636年，古墓崗爆發了大瘟疫，導致幾乎所有住在當地的卡多蘭登丹人死亡。安格馬巫王遂將古墓屍妖派駐古墓崗，避免登丹人重建王國。它們奪取了在當地死去的登丹人和在第一紀元時死在那裏的伊甸人屍骨作為其主體。 
第三紀元3018年9月，佛羅多、山姆、梅里和皮聘四人告別湯姆·龐巴迪後，他們在橫越老林時被困於古墓崗，並遭一隻古墓屍妖攻擊，令佛羅多差點喪命 。 
可是，他滿腔的希望瞬即化成了泡影。眼前的黑影開始漸漸清晰，但卻不是他所想像的出口。兩根微微彎曲的高大石柱構成了一個沒有門廊的黑暗大門…… 在他來得及仔細思索之前，他就已經越過了這兩根石柱，無邊無際的黑暗開始將他淹沒。——J.R.R.托爾金，《魔戒現身》第八章，古墓崗之霧
佛羅多從古墓屍妖施展的迷咒蘇醒過來，但他的夥伴們仍然處於昏睡狀態，被換上白色喪服，戴著金色的鐲環和鏈子，且有一把劍降在他們的頸前。佛羅多隨即拾起身旁的短刀，砍掉屍妖的手。猝不及防的古墓屍妖旋即熄滅洞穴中的火光，並攻擊佛羅多。佛羅多大聲呼喊，向龐巴迪求救。沒走遠的龐巴迪遂折返並將古墓屍妖趕走，救下眾人。佛羅多也看到屍妖的斷手在地上抖動著。 
在古墓屍妖巢穴中的累石堆是屬於卡多蘭的最後一位王子。梅里醒來後告訴龐巴迪他們被來自卡恩督的人襲擊，龐巴迪遂向他們闡述安格馬與努曼諾爾的戰爭史。 
「啊，我記起來了！」他說。「卡恩督的敵人前來偷襲，我們被打的措不及防。啊！長矛穿過我的心臟！」他捧著胸口說。——J.R.R.托爾金，《魔戒現身》第八章，古墓崗之霧
湯姆·龐巴迪施展魔法使古墓崗變得不適合古墓屍妖棲息，並將它們從當地驅逐出去。他亦在古墓屍妖巢穴找獲數把努曼諾爾古劍，並將劍送給佛羅多等人，讓他們在往後的旅程上有武器傍身，那些劍後來又被稱為「古墓劍」。
他替每名哈比人挑了一柄長型的寬闊匕首。這些武器十分的銳利，作工極為精細，上面還雕刻著紅色與金色的巨蛇圖案。當湯姆把這些兵器從黑色劍鞘中抽出時，用奇異金屬打造的刀刃隱隱生光。這幾柄匕首質硬而輕，上面還鑲嵌著許多閃亮的寶石。不知道是由於這些劍鞘的保護還是古墓的詛咒，每一柄匕首都銳利、閃耀如昔，完全沒有受到時光的侵蝕。——J.R.R.托爾金，《魔戒現身》第八章，古墓崗之霧
隨後在愛隆會議上，愛隆王知道襲擊佛羅多等人的是古墓屍妖，並指出古墓屍妖有很多其他名字，而老林也有很多類似古墓屍妖的珍禽異獸。 
古墓屍妖有很多其他的名字，而老林也曾經是個擁有許多傳說的地方；現在的老林只不過是一個龐大森林的部分殘餘林地罷了…… 我曾經去過該處一次，也見識了許多的珍禽異獸，但我忘記了龐巴迪這個角色。——J.R.R.托爾金，《魔戒現身》第十四章，愛隆會議
後來，當皮聘在米那斯提力斯擔任剛鐸宰相迪耐瑟二世的侍從官時，迪耐瑟認出他攜帶的古墓劍是出自古時北方人類的手工，並詢問劍的來歷。 
「把武器給我！」他說。

皮聘拿起劍，將劍柄遞給他。「它年代甚為久遠，是哪裏來的？」迪耐瑟問，「這劍必定是我們北方的親族在遙遠的過去打造的吧？」

「它來自我家鄉邊界上的墳塚。」皮聘說，「但是現在隻有邪惡的屍妖住在那裏，關於他們，我實在不想多說。」——J.R.R.托爾金，《王者再臨》第一章，米那斯提力斯

## 其他托爾金作品中的描述
古墓屍妖最早於1934年便在刊登於《牛津雜誌》的《湯姆·龐巴迪歷險記》中登場。托爾金亦曾在另一首收錄於《樹與葉》的詩劇《伯羅尼特·伯羅海姆兒子的歸鄉》提及古墓屍妖，當中蒂德瓦爾德（Tídwald）斥責托德海姆（Torhthelm）滿腦子只幻想著「古墓屍妖和邪靈」（Barrow-wights and bogeys）。而在托爾金過世後出版的《未完成的故事》中則提到，魔戒聖戰期間，安格馬巫王為了拖住持戒人而運用法力將古墓屍妖強化。

## 文學分析

### 起源猜想
托爾金的著作中並沒有交代古墓屍妖的起源，克里斯托夫·托爾金亦只在《中土大陸的民族》則提到古墓屍妖是聽命於安格馬巫王的物種。關於古墓屍妖的起源，托爾金專家科雷·奧爾森指出古墓屍妖只聚集於崗嶺的東面，這很有可能是暗示屍妖們刻意避開西面，亦即是維拉們身處的阿門洲，因此可推斷古墓屍妖是會害怕維拉的黑暗生物。而它們害怕湯姆·龐巴迪和能被他驅逐的這些細節則暗示他可能是一名邁雅。文學評論家路克·謝爾頓（Luke Shelton）則認為古墓屍妖很有可能與戒靈同源，因此屍妖才會聽命於戒靈，而且兩者能夠互相溝通和理解。 

### 評論

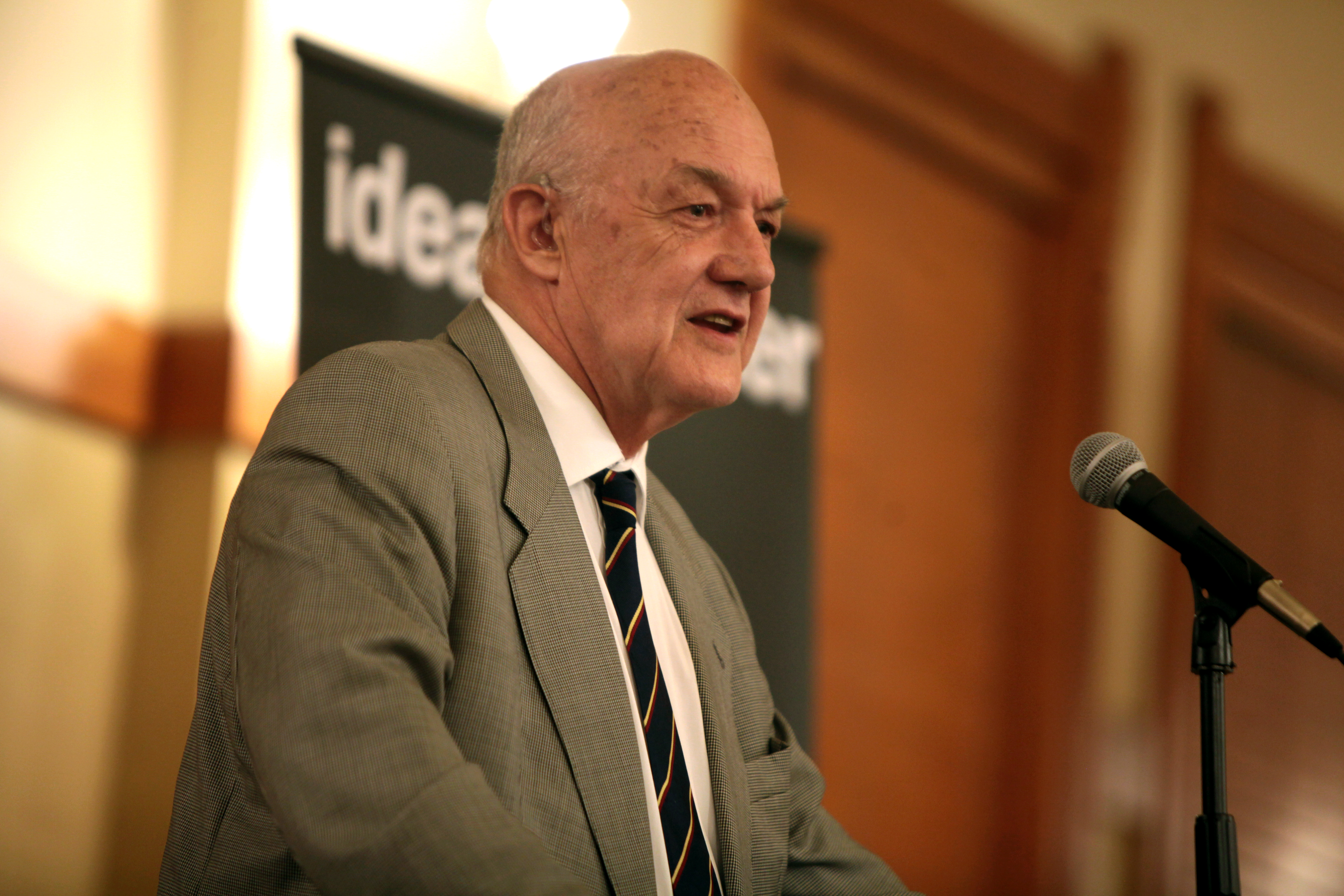
古英語文學學者、托爾金專家湯姆·希比

托爾金專家湯姆·希比認為梅里從古墓屍妖的迷咒醒來並為了夥伴們而反擊的一幕是小說的「經典時刻」。他認為梅里在那時已經擁有戰士般的性格，與屍妖缺乏情感的空洞個性形成對比。希比亦指，屍妖蒼白的長袍，顫動的手，使佛羅多等人籠罩於死亡的恐懼，為故事留下了一個神秘的謎團。這段情節能讓人感受到奇幻故事的刺激，亦與規模更為龐大的中土大陸世界觀連繫，暗示了一些以往在阿爾達發生過的事情。文學評論家約瑟夫·奧地爾（Joseph O'Day）亦褒揚古墓崗的一段劇情能刻劃出幾位哈比人主角過人的勇氣。 
但英國文學評論家羅伯特·伊高爾史東則批評古墓屍妖的情節是過份沉溺於奇幻幻想的表現。而美國文學研究學者帕特里克·卡拉漢（Patrick Callahan）則批評古墓屍妖和湯姆·龐巴迪的這一段故事與主線劇情脫節，不過他讚揚這段故事完美呼應《貝奥武夫》結局中貝奥武夫戰死後其子民將各種寶藏與貝奥武夫一同埋葬在墓㙇的情節，亦致敬了同樣關於亡魂和不死生物的《格雷蒂爾傳》。

## 影響

### 改編作品
古墓屍妖在不少改編自《魔戒》的作品中出現，當中包括1978年的《魔戒》動畫電影和蘇聯電視劇《赫拉尼特利》。此外，古墓屍妖亦有在《指环王Online：安格玛之影》、《巫王的崛起》、《魔戒：魔戒現身》、《魔戒：魔戒聖戰》和《魔戒：決戰北方》等電子遊戲中作為反派頭目角色登場，而在《樂高：哈比人歷險記》中則是可解鎖的玩家角色。古墓屍妖還是桌遊《魔戒角色扮演遊戲》的擴充包卡牌之一。 
然而，彼得·傑克森未有讓古墓屍妖在《魔戒》電影三部曲中登場。對此，人文學者布萊恩·羅斯伯里認為傑克森之所以刪減古墓屍妖和湯姆·龐巴迪的情節是想縮短片長，而這段劇情對故事基礎影響不大，此刪改還能接受。《福布斯》雜誌影評人艾力克·凱恩（Erik Kain）亦表示雖然古墓屍妖一段被刪掉非常可惜，不過這樣能保持電影的緊湊節奏。但托爾金專家約翰·D·拉特利夫則持相反意見，他認為這樣改動令劇情變得不合理。由於電影中刪掉了佛羅多等人前往古墓崗的情節，因此他們沒有像原著中那麼自然地從古墓屍妖的巢穴中找獲努曼諾爾古劍，而是改由亞拉岡在風雲頂遭戒靈攻擊時，將適合哈比人身型的短刀派給四人，不但場面尷尬，而且理論上亞拉岡只被告知要接應佛羅多和他的僕人山姆，對半途加入的梅里和皮聘一無所知，不可能事先準備並隨身攜帶著四把短刀。

### 流行文化
古墓屍妖亦有在不少後世的其他作品中登場，例如在大型多人線上角色扮演遊戲RuneScape中擔任反派頭目，在擊敗它們後能獲得豐富的寶箱獎勵，亦有在《捉鬼敢死隊》的續作電視動畫《魔鬼剋星》中出現，是一種聚居於第十三號車站的超自然生物。

### 托爾金的著作
1. ↑  Tolkien, J. R. R. . HarperCollins. 2014: 163–164. ISBN 978-0-00-759006-3. OCLC 875629841 （英语）.
2. 1 2 3 4 5 6 7 8  The Fellowship of the Ring, book 1, ch. 8 "Fog on the Barrow-downs"
3. 1 2 3  The Return of the King, Appendix A, "The Númenorean Kings", "Eriador, Arnor, and the Heirs of Isildur"
4. ↑  The Fellowship of the Ring, book 2, ch. 2 "The Council of Elrond"
5. 1 2  The Return of the King, book 5, ch. 1 "Minas Tirith"
6. ↑  Tolkien, J. R. R. Hammond, Wayne Gordon; Scull, Christina（英语：Christina Scull） , 编. . Harper Collins. 2014: 123. ISBN 978-0007557271 （英语）.
7. ↑  J.R.R. Tolkien. . HarperCollins. 2001. ISBN 978-0-00-710504-5.

### 其他參考資料
1. 1 2  Callahan, Patrick J. . Notre Dame English Journal. 1972, 7 (2): 4–13. JSTOR 40066567 （英语）.
2. ↑  . Cambridge Dictionary.   [2020-08-09]. （原始内容存档于2019-11-11） （英语）.
3. ↑  . . 1974.
4. ↑  Hoad, T. F. (编). . . 1996  [2021-09-28]. （原始内容存档于2015-09-24） （英语）.
5. 1 2 3  Hammond, Wayne Gordon; Scull, Christina（英语：Christina Scull）. . HarperCollins. 2005: 137, 142–146. ISBN 978-0-00-720907-1 （英语）.
6. ↑  Palsson, Hermann. . Penguin Books. 1989: 187. ISBN 978-0-14-044530-5. OCLC 26857553 （英语）.
7. ↑  Byock, Jesse. . Oxford University Press. 2009: 115. ISBN 978-0-19-280152-4. OCLC 246897478 （英语）.
8. ↑  Magnusson, Magnus; Palsson, Hermann. . Penguin Books. 1969: 103. ISBN 978-0-14-044218-2. OCLC 6969727 （英语）.
9. ↑  Skjelsvik, Elizabeth. Hals, Harald , 编.  [Eidanger's oldest history: Bronze age (1500-500 B.C.)]. Eidanger bygdehistorie (Porsgrunn kommune). 1968. section B.1  [2021-09-28]. OCLC 4006470. （原始内容存档于2021-09-28） （挪威语）.
10. ↑  Tolkien, J. R. R. . Hammond, Wayne Gordon; Scull, Christina（英语：Christina Scull）  (编). . HarperCollins. 2005: 753. ISBN 978-0-00-720907-1 （英语）.
11. ↑  . Online Etymology Dictionary.   [2020-08-09]. （原始内容存档于2016-03-03） （英语）.
12. 1 2 3 4  Magnússon, Eiríkur; Morris, William. . F. S. Ellis. 1869: 48–49  [2021-09-28]. （原始内容存档于2021-09-28） （英语）.
13. ↑  Fahey, Richard. . 聖母大學. 2018-03-05  [2020-11-30]. （原始内容存档于2020-09-29） （英语）.
14. 1 2  Hassler, Göran; Dahl, Peter (illus.).  [Bellman – an anthology]. En bok för alla. 1989: 213–217  [2021-09-28]. ISBN 91-7448-742-6. （原始内容存档于2019-03-30） （英语）.
15. 1 2  Lewis, Paul W. . Mythlore. 2007, 25: 145-160 （英语）.
16. ↑  Isaacs, Neil D. . Mariner Books. 2005: 212. ISBN 978-0-61-842251-7 （英语）.
17. 1 2 3  Shippey, Tom.  Third. HarperCollins. 2005: 119–120, 125 [1982]. ISBN 978-0-26110-275-0 （英语）.
18. ↑  Fonstad, Karen Wynn. . Houghton Mifflin Harcourt. 1981. ISBN 0-395-53516-6 （英语）.
19. ↑  Eden, Bradford Lee. . McFarland. 2014: 177. ISBN 978-0-78-647960-3 （英语）.
20. ↑  Nelson, Marle. . Mythlore. 2008, 26: 67-85 （英语）.
21. ↑  Tolkien, Christopher. . Allen & Unwin. 1980. ISBN 978-85-7827-073-5 （英语）.
22. ↑  Tolkien, Christopher. . HarperCollins. 2002: 194. ISBN 978-0-26-110337-5 （英语）.
23. ↑  Catholic Culture. . YouTube. 2019-11-25  [2021-09-27]. （原始内容存档于2021-09-28） （英语）.
24. ↑  Shelton, Luke. . 2018-05-31  [2021-09-27]. （原始内容存档于2021-01-27） （英语）.
25. ↑  O'Day, Joseph. . Xulon Press. 2004: 236. ISBN 978-1-59-467632-1 （英语）.
26. ↑  羅伯特·伊高爾史東（英语：Robert Eaglestone）. . Continuum International Publishing Group. 2006: 30. ISBN 978-0-82-648460-4 （英语）.
27. ↑  Gilkeson, Austin. . Tor.com. 2018-11-13  [2021-09-27]. （原始内容存档于2021-09-28） （英语）.
28. ↑  Yuhas, Alan. . 紐約時報. 2021-04-10  [2021-09-27]. （原始内容存档于2021-05-21） （英语）.
29. ↑  Roth, Andrew. . 衛報. 2021-04-05  [2021-04-05]. （原始内容存档于2021-04-05） （英语）.
30. 1 2 3  Heindl, Joseph. . Game Rant. 2021-09-25  [2021-09-27]. （原始内容存档于2021-09-25） （英语）.
31. ↑  Eressior. . IGN. 2013-02-08  [2021-09-27]. （原始内容存档于2021-09-28） （英语）.
32. ↑  Hurricane, Johnny. . Gamers Heroes. 2011-11-02  [2021-09-27]. （原始内容存档于2020-11-25） （英语）.
33. ↑  KoffeeGuy, Potofantom, C. Aufmann. . IGN. 2014-05-18  [2021-09-26]. （原始内容存档于2018-06-27） （英语）.
34. ↑  Forbeck, Matt. . Decipher, Inc. 2003: 88. ISBN 978-1-58236-955-6. OCLC 53016557 （英语）. Although the barrow-wights are evil spirits, they possess physical remains and can cast a number of different spells... They then slay the victim with a Dúnadan blade and consume his life-force. For full statistics for Barrow-wights, see either The Lord of the Rings Roleplaying Game or Fell Beasts & Wondrous Magic.
35. ↑  Mearls, Mike. . Decipher, Inc. 2003: 14–15. ISBN 978-1-58236-956-3. OCLC 806275455 （英语）.
36. ↑  Wilkinson, Matthew. . Screen Rant. 2020-01-14  [2021-09-26]. （原始内容存档于2021-06-03） （英语）.
37. ↑  Rosebury, Brian. . Palgrave. 2003: 215 [1992]. ISBN 978-1403-91263-3 （英语）.
38. ↑  Kain, Erik. . 福布斯. 2014-01-30  [2021-09-27]. （原始内容存档于2021-09-28） （英语）.
39. ↑  Rateliff, John D. . Bogstad, Janice M.; Kaveny, Philip E.  (编). . McFarland. 2011: 54–70. ISBN 978-0786484737 （英语）.
40. ↑  Hewitt, Phoebe Lily May. . The Gamer. 2021-04-27  [2021-09-26]. （原始内容存档于2021-09-28） （英语）.
41. ↑  Eatock, James; Mangels, Andy. . CPT Holdings. 2008: 17 （英语）.